# 生活総和
生活総和（せいかつそうわ、朝鮮語：생활총화）とは朝鮮民主主義人民共和国（北朝鮮）における強制的な反省会。北朝鮮の影響下にある組織や団体、教育機関で互いに自己批判や相互批判をさせ、子供の頃から洗脳させるために行われる批判集会。「総括（そうかつ）」「生活総括」などとも称されることがあり、北朝鮮の独裁体制の要となっている。

## 概要
北朝鮮では朝鮮労働党の全党員、児童・生徒、農民・労働者、朝鮮人民軍兵士に対し、党中央委員会組織指導部生活指導課を頂点とする生活総和の体系が確立している。その中でも軍担当の生活指導13課の権限は絶大であり、軍制服組トップの総参謀長や総政治局長はもちろん、近年は第3代党総書記の金正恩も新年の辞の中で自己批判的な発言をしたことがある。
学生は学校で、農民は協同農場で、労働者は職場で、最低でも週1回集められて、自分の生活態度や職務の欠陥を告白・反省し、学友や同僚や隣人の欠陥を批判しなければならない。これは金日成や金正日、そして金正恩に対する忠誠の度合いを確認させるために行われる。脱北者の経験談によると、北朝鮮は子供の頃からの思想教育を重視しており、5歳から学校に入ったらまず、太陽像と呼ばれる金日成・金正日親子の肖像画に毎朝、「敬愛する金日成将軍様ありがとうございます。我々のお父様、金正日将軍様ありがとうございます」と金一族を崇拝させる。

初めて朝鮮語を勉強するとき「金日成元帥様ありがとうございます」と書かされ、出来ないと暴行をし、金日成は自身の犠牲があっても朝鮮人民を助け続けた、という内容の教科書を学生時代から延々に学ばせ続け、互いに監視・非難させ、公開処刑を見せ、行けなかった者を生活総和で一斉に叩いて非難するという形式で洗脳していく。
2013年に、北朝鮮は全国民を対象に、金正恩体制への忠誠心が低下した国民への思想統制を強化する目的で、39年ぶりに「十大原則」を修正し、この原則に沿った生活総和と反省文提出を強制した。北朝鮮の住民ならば十大原則を知らない者はなく、労働党員は暗唱できることが必須となっている。北朝鮮の全公民は十大原則に基づいて、金正恩の領導を毎日の生活と行動の指針とすることが義務付けられ、所属する組織で毎週1回の「生活総和」（主として土曜日）という会議でチェックを受ける。「生活総和」で自己批判するために用いられるのが「生活総和手帳（生活手帳）」である。
思想チェックは祖国帰還事業、よど号事件などの亡命・義挙入北行為、あるいは拉致などによって北朝鮮に入国した日本をはじめとする外国出身者、さらには北朝鮮国外でも例えば日本国内の朝鮮学校に通う児童・生徒など北朝鮮の体系に準じる教育を受けている子どもに対しても一切の例外なく実施される。
1978年（主体67年／昭和53年）に日本の新潟県から拉致された蓮池薫も当初、日記を書くことが義務づけられていたが、それがやがて生活総和（生活総括）に変わったと記している。しかし、招待所という閉鎖された狭い空間で、毎日決められたことだけをして生活している拉致被害者にとっては、毎週異なる自己批判の材料を見つけるのは難しいことであったという。同じ内容で自己批判を繰り返していると、反省は口先だけで何ら改善の努力をしなかったことになるからであり、それ自体が自己批判の材料になりはするものの、それを繰り返していると今度は指導員を軽侮することになりかねない。しかし、歳月とともに要領よくなっていったという。

## 方法
日本国内においても、朝鮮総連では、幹部の合宿生活などの中で自己批判、相互批判をさせられるという。「自分の兄弟もオルグできなくて、なにが革命家か」「それくらいの自制心もなくて何が革命家か」などとなじられ、「恥を知れ」「金日成将軍に謝れ」と相手が泣き出すまで延々とこれを続けさせられる。相手のプライバシーを徹底的に暴き、そのプライドを完膚なきまで壊滅させる。隠されていた人間の本能を剥き出しにし、人によっては発狂寸前までいくことがある。
北朝鮮系の在日朝鮮人学校である朝鮮学校においても、カリキュラムの一環として、在籍する児童・生徒にさせる自己批判の場合は、一番初めに「百戦百勝の鋼鉄の霊将であり、国際共産主義運動と労働運動の卓越した領導者の一人である、四千万朝鮮人民の敬愛なる首領・金日成元帥様に」と前置きし、「私は～をしました。すみません」である。教師が毎日最後に教室で「今日、日本語を話した人は?」など生徒に聞くと、さっきまで一緒に遊んでいた子でも日本語を話していたことを暴露する。暴露された者は自己批判をさせられて、「私の思想信条は、たいへん悪いものでした」と言わされるのである。在日韓国人の辛淑玉は、一時朝鮮学校に通った経験をもつが、「暴力的なことがあって、『私は殺される』との恐怖を味わったから、朝鮮学校を去った」ことを明かしている。
北朝鮮国内にある学校では小学校時代から毎週、「教示（キョシ）」という金正日の発言を引用して、自己批判では「だけど私は、その御言葉に沿った生活が出来ませんでした」、「私は金日成将軍様の教えをよく守りませんでした。二度と～しないよう誓います」というふうに反省して、「それでは、今日は◯◯トンムを批判します」というかたちで進める。逆パターンもあり、「〇〇トンムについて非難します。〇〇トンムはこの間、～をしました。それは組織を無視する行動であり、それが金日成将軍様の教えに反する一歩になるので必ず治してください」と批判し、◯◯が立ち上がって「すいませんでした」と謝罪する。次の週は、前週に批判された者が批判して、前回の集会で◯◯トンムを批判した者が立ち上がって「はい、すいませんでした」と謝罪するといったものである。
生活総和は土曜日の午前から昼にかけて行われることが多く、午後は政治学習にあてられる。多くの国民は内心うんざりするくらい退屈な時間と考えており、忌み嫌っているが、相互批判をしなければそれ自体が批判の対象となる。一方で、生活総和には「同志愛」の表現である「同志の批判」に口答えしてはならないという鉄則がある。反省といっても政治的に敏感な話題はタブーで、些細な欠点や怠慢を「反省してみせる」という要領の良さが必要である。欠点がどうしても思い浮かばなければ、無理やり「捏造」することさえあるという。他人の欠点をあげつらって批判する「相互批判」も決して気持ちのよいものではないが、批判される側はなおさらであり、これで人間関係に亀裂が生じることも少なくない。そのため、嫌々ながらも相互批判することになるが、人間関係がわるくなるのを防ぐために、「今回は私が君を批判するから、来週は君が私を批判しろ」 など、事前に「仕込み」がなされる場合も多い。人びとの多くは、生活総和を無難にやりすごそうとするが、これを他者に対する人格攻撃に利用しようと考える者もいる。ライバルを追い落とすためにありもしない事実で他者を攻撃することも行われ、それが捏造や誇張をふくむものだったことが発覚すると多くの場合、処分を受けることとなる。処分を受けた人々は、現場責任者の歓心を買おうとして賄賂を贈ることが多い。結局のところ「生活総和」は北朝鮮に密告社会をもたらし、相互不信とルールからの逸脱をはびこらせる場にさえなっている。

## 影響
生活総和は、在日本朝鮮人総聯合会を通じて日本の新左翼にも伝わった。1971年（昭和46年）から72年（昭和47年）にかけて、日本では新左翼武装集団『連合赤軍』の学生が群馬県妙義山中のアジトで「総括」の名のもとに仲間たちに次々にリンチを加えて死に至らしめる「山岳ベース事件」が起こったが、事件の報道を見た在日朝鮮人の韓光煕は総聯内での「総括」を経験していたため、妙義山で何が起こっているかすぐに理解できたと後年の著書で明らかにした。